# CAC Next 20
Le CAC Next 20 est un indice boursier calculé et diffusé par Euronext Paris. Son code ISIN est QS0010989109 et son code mnémonique est CN20.
Lancé le 3 janvier 2005avec une base de 3 000 points calculée au 31 décembre 2002, il regroupe les vingt valeurs dont l'importance suit les quarante valeurs composant le CAC 40. Elles sont à ce titre candidates pour intégrer l'indice principal ou viennent d'en sortir à la suite d'une modification dans la composition du CAC 40 par le Conseil Scientifique des Indices d'Euronext Paris.
À l'instar du CAC 40, cet indice est calculé en continu toutes les 30 secondes. Il est pondéré par la capitalisation flottante des valeurs le composant en appliquant un plafond de 15 %.

## Composition

### Liste des entreprises
La liste suivante est l'ensemble des vingt entreprises cotées au CAC Next 20 (mars 2025), :
- Air France-KLM
- Alstom
- Arkema
- BioMérieux
- Bureau Veritas
- Dassault Aviation
- Eiffage
- Eurazeo
- Euronext
- Forvia
- Gecina
- Getlink
- GTT (entreprise)
- Klépierre
- Rexel
- Sartorius
- Scor
- Sodexo
- Spie
- Valeo

### Historique de la composition
| Date               | Valeur entrante         | Valeur sortante         |
| ------------------ | ----------------------- | ----------------------- |
| 21 mars 2025       | Dassault Aviation       | Solvay                  |
| 21 mars 2025       | Eurazeo                 | Worldline               |
| 21 juin 2024       | GTT (entreprise)        | Pluxee                  |
| 21 juin 2024       | Spie                    | Soitec                  |
| 18 mars 2024       | Alstom                  | Accor                   |
| 18 mars 2024       | Scor                    | Groupe Rémy Cointreau   |
| 18 mars 2024       | Ubisoft                 |                         |
| 18 décembre 2023   | Worldline               | Vivendi                 |
| 19 juin 2023       | Vivendi                 | Edenred                 |
| 20 mars 2023       | Air France-KLM          |                         |
| 19 septembre 2022  | Groupe ADP              | Atos                    |
| 19 septembre 2022  | Groupe Rémy Cointreau   | Scor                    |
| 21 mars 2022       | Rexel                   | Orpea                   |
| 21 mars 2022       | Scor                    |                         |
| 20 septembre 2021  | Atos                    | Eurofins Scientific     |
| 21 juin 2021       | Euronext                | Scor                    |
| 22 mars 2021       | Faurecia                | TechnipFMC              |
| 22 mars 2021       | Faurecia                | Technip Energies        |
| 21 décembre 2020   | Biomerieux              | Worldline               |
| 21 septembre 2020, | Accor                   | Alstom                  |
| 21 septembre 2020, | Sartorius Stedim        | Faurecia                |
| 22 juin 2020       | Sodexo                  | Teleperformance         |
| 23 mars 2020       | TechnipFMC              | Worldline               |
| 24 juin 2019       | Valeo                   |                         |
| 24 juin 2019       | Getlink                 | Thales                  |
| 24 septembre 2018  | SES sa                  | Dassault Systèmes       |
| 24 septembre 2018  | Solvay                  | LafargeHolcim           |
| 18 juin 2018       | Ubisoft                 | Iliad                   |
| 18 juin 2018       | LafargeHolcim           | Hermès                  |
| 18 septembre 2017  | Edenred                 | STMicroelectronics      |
| 18 septembre 2017  | Teleperformance         | Casino Guichard         |
| 20 mars 2017       | Klepierre               | Atos                    |
| 21 mars 2016       | Eutelsat                | Edenred                 |
| 21 mars 2016       | Alstom                  | Sodexo                  |
| 21 décembre 2015   | EDF                     | Klepierre               |
| 21 septembre 2015  | Eurotunnel              | Vallourec               |
| 19 juin 2015       | Ingenico Groupe         | Eutelsat Communications |
| 23 juin 2014       | Vallourec               | Valeo                   |
| 23 décembre 2013   | Stmicroelectronics      | Hermès                  |
| 23 décembre 2013   | Thales                  | Hermès                  |
| 24 décembre 2012   | Alcatel-Lucent          | Gemalto                 |
| 24 décembre 2012   | Iliad                   | Eurotunnel              |
| 24 décembre 2012   | Atos                    | Wendel                  |
| 19 mars 2012       | Eutelsat Communications | Klepierre               |
| 19 décembre 2011   | Suez Environnement      | Legrand                 |
| 19 septembre 2011  | Bureau Veritas          |                         |
| 19 septembre 2011  | Wendel                  | Safran                  |
| 19 septembre 2011  | Natixis                 | Dexia                   |
| 20 septembre 2010  | Edenred                 | Publicis Groupe         |
| 20 septembre 2010  | Rhodia                  | Natixis                 |
| 20 septembre 2010  | Lagardère               | Foncière des régions    |
| 20 septembre 2010  | Dexia                   | Atos                    |
| 21 juin 2010       | Eurotunnel              | Neopost                 |
| 22 mars 2010       | Valeo                   | Eramet                  |
| 21 décembre 2009   | Gemalto                 | NYSE Euronext           |
| 21 décembre 2009   | Legrand                 | Eiffage                 |
| 21 décembre 2009   | Foncière des régions    | TF1                     |
| 21 décembre 2009   | Atos                    | Nexans                  |
| 21 septembre 2009  | Air France-KLM          | Technip                 |
| 19 juin 2009       | Scor                    |                         |
| 23 juin 2008       | Eramet                  | Technicolor             |
| 23 juin 2008       | Nexans                  | Valeo                   |
| 25 mars 2008       | ADP                     | Rhodia                  |
| 25 mars 2008       | Klepierre               | Rhodia                  |
| 24 septembre 2007  | CGG                     | Legrand                 |
| 19 mars 2007       | Natixis                 | PagesJaunes groupe      |
| 18 décembre 2006   | Rhodia                  | Vallourec               |
| 18 décembre 2006   | Publicis Groupe         | Valeo                   |
| 18 septembre 2006  | Legrand                 | Imerys                  |
| 31 juillet 2006    | Thales                  | Alstom                  |
| 31 juillet 2006    | Vallourec               | Alstom                  |
| 19 décembre 2005   | Alstom                  | Havas                   |
| 19 décembre 2005   | TF1                     | Neopost                 |
| 1er septembre 2005 | SES sa                  | Gecina                  |
| 1er septembre 2005 | Casino Guichard         | Metropole TV            |